# Viviparus glacialis
Viviparus glacialis is een uitgestorven kieuwslak.

## Beschrijving

### Schelpkenmerken
Een langgerekt slanke schelp met ongeveer 6¼ platte windingen gescheiden door een ondiepe sutuur, een schuin ovale aan de bovenzijde iets hoekig toelopende mondopening en een stomp gepunte top. De mondrand is niet verdikt en niet continu. De schelp is dikwandig. Het schelpoppervlak is glad en glanzend en vertoont vrij regelmatige groeilijnen. Onder hogere vergroting (ongeveer 50x) zijn uit puntjes bestaande spiraallijnen waarneembaar. De soms zeer goed geconserveerde schelpen zijn incidenteel nog in het bezit van resten van het periostracum. Deze resten hebben een lichtbruine maar soms ook zwarte kleur. Er is geen kleurpatroon op de schelp bekend. Er is een nauwe navel die ook bedekt kan zijn.

### Afmetingen van de schelp
- hoogte: tot ongeveer 24 millimeter
- breedte tot ongeveer 13,5 millimeter

### Dier
Over het dier is niets bekend.

### Voortplanting
Hoewel alle Viviparidae ovovivipaar zijn, is over de voortplanting van deze soort niets bekend.

### Levensduur
Uit tellingen van jaarringen blijkt dat deze soort minstens 12 jaar oud kon worden.

### Habitat en levenswijze
Uit de begeleidende niet uitgestorven fauna en de sedimentaire facies waarin schelpen zijn aangetroffen, kan afgeleid worden dat Viviparus glacialis geleefd heeft in rustige delen van rivieren. Uit dezelfde gegevens lijkt het dat de soort een lichte verhoging van het zoutgehalte kon verdragen.

### Areaal
Viviparus glacialis is alleen bekend uit Nederland en Engeland. Uit Engeland zijn slechts 6 exemplaren bekend (waaronder het holotype). De soort wordt daar aangetroffen in de Weybourn Crag, dit is een estuariene afzetting. In Nederland is de soort alleen bekend uit afzettingen van de Rijn. Ze werd aangetroffen in de kleigroeven in de omgeving van Tegelen en in enkele tientallen boringen, vooral in het Zuidelijke deel van Nederland. De soort kan lokaal zeer algemeen voorkomen.

### Fossiel voorkomen
In Nederland bekend uit interglaciale afzettingen uit het Tiglien en Pretiglien. In Engeland alleen in het Laat Tiglien aanwezig.
Het jongste voorkomen valt samen met het eerste optreden in de Noordzee van het Nonnetje, een mariene schelpensoort. Gezamenlijk optreden van beide soorten is bekend uit de Weybourne Crag bij Sidestrand (East Anglia, Engeland) en uit een pulsboring bij Zuurland (Brielle).

### Gidsfossiel
Viviparus glacialis kan in Nederland, hoewel al bekend uit het Pretiglien, als gidsfossiel voor het Tiglien beschouwd worden.